# العلاقات الجزائرية الجنوب السودانية
العلاقات بين الجزائر وجنوب السودان هي العلاقة بين دولتين، الجزائر وجنوب السودان، وكلاهما دولتان أفريقيتان. لا توجد حاليا أي مهام دبلوماسية رسمية بين البلدين.
- قبل انفصال جنوب السودان عن السودان في عام 2011، لم يكن للجزائر وجنوب السودان أي علاقة رسمية والجزائر مرتبطة بالسودان. وبالنظر إلى الدعم السوداني للإسلاميين في الجزائر في خضم الحرب الأهلية الجزائرية في تسعينيات القرن الماضي، فإن الجزائر لم تثق بالسودان، وبالتالي دعمت سراً تقرير مصير جنوب السودان ودارفور من السودان رداً على دعم عمر البشير للمسلحين. المجموعة الإسلامية الجزائرية. وقد أثر هذا على حركة استقلال جنوب السودان، ولا سيما قادة جيش التحرير الشعبي السوداني مثل جون قرنق، لمواصلة النضال ضد الحكومة السودانية المتسلسلة بشدة، والتي تم تحقيقها في عام 2005.

- بعد استقلال جنوب السودان في عام 2011، سرعان ما اعترفت الجزائر باستقلال جنوب السودان من السودان. أبدت الجزائر مؤخرا مخاوف عميقة من أزمة جنوب السودان وحثت على الوساطة بين بلدين كجزء من خطة السلام للاتحاد الأفريقي.[1] كما دعمت الجزائر بعثة لحفظ السلام من اليابان إلى جنوب السودان.

- خلال زيارته لجنوب السودان في فبراير 2017، عزم الملك المغربي محمد السادس على إظهار الكيفية التي تمنع بها الجزائر وجنوب إفريقيا من تغذية وإمداد الحركات الانفصالية في أفريقيا، بما في ذلك جبهة البوليساريو.[2]